# Ибн ас-Сид аль-Баталявси
Ибн ас-Сид аль-Баталявси или аль-Батальюси («из Бадахоса»; 1052[…], Бадахос, Эстремадура — июль 1127, Валенсия) — арабский филолог и философ из Аль-Андалуса (мусульманская Испания), глава школы в Валенсии.
Испанский арабист Асин-Паласьос упоминает одиннадцать его сочинений, из которых особо выделяется «Книга кругов» (в еврейском переводе «Интеллектуальные круги»), где мироздание сравнивается с интеллектуальным кругом (сферой, другое название книги — «Воображаемые сферы»). Вся система отрицательных атрибутов, теория о всеведении Бога и учение о свободе воли, как они изложены у Маймонида в «Путеводителе растерянных» (XII век), заимствованы из этого труда аль-Батальюси.

## «Книга кругов»
Сочинение было переведено Моисеем ибн-Тиббоном с арабского на еврейский язык, под заглавием «Ha-Rajonoth ha-Agguloth» («Интеллектуальные круги»; XIII век) и издано Д. Кауфманном (Будапешт, 1880) с обстоятельным введением, посвящённым попытке установить следы учения автора в еврейской философии. Как устанавливает Кауфман в своём введении, более значительная часть дошедшей до нас рукописи «Интеллектуальные круги» носит имя Птолемея (נטלמיוס), в котором Кауфман усматривает испорченное Батальюси (נטליוסי). Иосиф ибн-Каспи (род. 1280), впервые цитирующий это сочинение, также отмечает имя «Птолемей». Рукопись Британского музея носит в заголовке следующую пометку «Книга интеллектуальных кругов Птолемея», а в заключении: «конец книги интеллектуальных кругов Птолемея».

### Содержание
Текст «Книги кругов» («Интеллектуальные круги») разделён на семь глав. Заглавие первой главы: «Разъяснение тезиса философов, объявивших, что порядок, в котором сущности происходят из первопричины, напоминает идеальный круг (да’ира вахмиййа), в котором точка возврата к принципу совпадает с формой человека».
- Основное содержание первых четырёх глав:

Вселенная со всем в ней существующим представляет круг, начало и конец которого — Бог. Исходя от Бога, всё существующее распределяется в следующем порядке: девять интеллигенций, управляющих девятью сферами (сефирами), и активный разум, сотворивший подлунный мир, душу, форму и материю. При посредстве формы материя одухотворяется и, родив четыре стихии, производит минералы, растения, животных и, наконец, человека. Последний при помощи своего интеллекта, являющегося его отличительным атрибутом (свойством), проходит через все серии существ и возвращается к Богу. Итак, вселенная представляет круг. Наконец, человек, являющийся последним звеном в ряду творений, вызванных активным разумом, сам после своей смерти становится частью этого разума, пройдя последовательно ряд низших преобразований.
 — Разум человеческий, в свою очередь, совершает круг, причём проходит все стадии в такой последовательности: человек, животные, растения, минералы, стихии, материя, форма, душа и активный разум, откуда вышел и к которому возвращается человек после своей смерти. Из этого вытекает, что и область духовной жизни человека совершает в своём поступательном движении правильный круг. 
 — По естественному ходу дела человек, как благороднейшее из всех творений подлунного мира, должен был бы быть создан ранее всех прочих творений; тем не менее, он является (по времени возникновения) последним из них с определённой целью быть в состоянии исследовать и понимать всё созданное раньше его. Частичный разум человека получил возможность и способность понимать общий, мировой разум. Человек, таким образом, принимает активное участие как в духовном, так и в реальном мире. В полном соответствии с этим он и называется «микрокосмом», и его разум охватывает оба мира, как духовный, так и реальный. 
 — Ряды чисел также образуют круг. Исходя из единицы, они развиваются и возвращаются к своей точке отправления, достигнув десяти, которое также является своего рода единицей. Бог — единица и единство par excellence (превыше всего, в высшей степени). Подобно тому, как числовая единица вызывает к существованию все остальные числа, так и Бог вызывает к жизни мир.
- Пятая глава трактует об атрибутах Бога. Здесь автор развивает свою теорию отрицательных атрибутов.
- Шестая глава посвящена вопросу о всеведении Бога и опровергает аргументы философов, утверждающих, будто Бог знает лишь всё общее, вовсе не интересуясь частностями.
- В седьмой главе автор приводит восемь доказательств в пользу бессмертия души. Большинство этих аргументов уже имеются в сочинении Бахьи «Maani al-Nafs» («Размышления о душе»).[7]